# 1742
1742 (MDCCXLII) a fost un an obișnuit al calendarului gregorian, care a început într-o zi de duminică.

## Nașteri
- 14 august: Papa Pius al VII-lea  (d. 1823)
- 9 decembrie: Carl Wilhelm Scheele chimist suedez (d. 1786)
- dată necunoscută: Emelian Pugaciov  (d. 1775)
- 16 decembrie: Gebhard Leberecht von Blücher  (d. 1819)
- 17 februarie: Dositej Obradović scriitor sârb (d. 1811)
- 13 mai: Arhiducesa Maria Christina, Ducesă de Teschen  (d. 1798)
- 4 noiembrie: Jakob Friedrich Ehrhart  (d. 1795)
- 8 decembrie: Jean-Mathieu-Philibert Sérurier  (d. 1819)
- 4 octombrie: Franz-Joseph Müller von Reichenstein  (d. 1825)
- 26 decembrie: Ignațiu von Born  (d. 1791)
- 26 septembrie: François Laurent d'Arlandes  (d. 1809)
- 30 august: David Bushnell  (d. 1824)
- 2 iunie: Eugen Johann Christoph Esper  (d. 1810)
- 26 octombrie: Charles-François Dupuis  (d. 1809)
- dată necunoscută: Thomas Hutchins (naturalist)  (d. 1790)
- 27 august: Ernest Gottlob de Mecklenburg  (d. 1814)
- dată necunoscută: Alexandru I Mavrocordat  (d. 1812)
- 12 ianuarie: Sámuel Decsy medic maghiar (d. 1816)
- 12 martie: Ferenc Babai  (d. 1777)
- dată necunoscută: Demeter Ágotha  (d. 1783)
- 4 ianuarie: Vazul Alexovics  (d. 1796)
- dată necunoscută: Filaret al II-lea, Mitropolit al Ungrovlahiei  (d. 1794)

## Decese
- 16 iunie: Louise Elisabeth de Orléans, soția regelui Ludovic I al Spaniei (n. 1709)
- 4 septembrie: Sofia Albertine de Erbach-Erbach, Ducesă de Saxa-Hildburghausen (n. 1683)